# Wanderers FC
Der Wanderers FC war ein englischer Fußballverein aus dem Stadtteil Battersea in London, der in den 1870er Jahren erfolgreich war.

## Geschichte

### 1859 bis 1887
Der Verein ging aus dem Forest FC hervor, der 1859 entstanden war und 1863 zu den Gründungsmitgliedern der Football Association (FA) gehörte. 1871/72 waren die Wanderers erster Gewinner des FA Cups, des ältesten Pokalwettbewerbs in der Geschichte des Fußballs. Insgesamt war der Klub fünffacher Cupsieger in den Jahren 1872 bis 1878. Im Jahre 1887 wurde der Verein aufgelöst.
Überragende Spieler waren: Charles William Alcock (FA-Sekretär 1870–1895, danach Schatzmeister und Vizepräsident der FA, Herausgeber des ersten Fußballjahrbuches im Jahre 1870, Delegationsleiter der englischen Nationalmannschaft bei den drei inoffiziellen Länderspielen in Deutschland 1899), Charles Wollaston, Walpole Vidal (Prince of dribblers), Morton Betts (schoss das erste und entscheidende FA-Cupfinaltor), Hubert Heron und Arthur Kinnaird, 11. Lord Kinnaird (1890–1923 FA-Präsident).

## Erfolge
- Sieger im FA Cup: 1871/72, 1872/73, 1875/76, 1876/77 und 1877/78

## Sonstiges
Heute wird die Bezeichnung Wanderers u. a. von den Bolton Wanderers, den Wolverhampton Wanderers und den Wycombe Wanderers getragen.
2009 wurde unter demselben Namen ein Verein neu gegründet, der am Ligabetrieb der Surrey South Eastern Combination, der 12. Stufe im englischen Fußballsystems, teilnimmt und sich auf die Tradition des ursprünglichen Klubs beruft. Darüber hinaus wurde das FA-Cup-Finale von 1871/72 gegen den Royal Engineers AFC im Stadion The Oval wiederholt.